# Haba haba
A Haba haba (magyarul: Lépésről lépésre) egy popdal, mely Norvégiát képviselte a 2011-es Eurovíziós Dalfesztiválon Düsseldorfban. A dalt a kenyai Stella Mwangi adta elő angol és szuahéli nyelven.
A dal 2011. február 12-én, a Melodi Grand Prix-n nyerte el az indulási jogot, 280 217 ponttal. A regionális zsűrik pontjai alapján is és a nézők szavazatai alapján is az első helyen végzett. A nemzeti döntő után a dal első helyezést ért el a norvég slágerlistán.
A dalt az Eurovíziós Dalfesztiválon először a május 10-én rendezett első elődöntőben adták elő, a fellépési sorrendben másodikként, a lengyel Magdalena Tul Jestem című dala után, és az albán Aurela Gaçe Feel the Passion című dala előtt. Az elődöntőben 30 ponttal a tizenhetedik helyen végzett, így nem jutott tovább a május 14-i döntőbe. Norvégiának ez 2007 óta először nem sikerült.

## Slágerlisták
| Slágerlisták (2011) | Lh.* |
| ------------------- | ---- |
| Norvégia            | 1    |

*Lh. = Legjobb helyezés.

## Lásd még
- Stella Mwangi
- 2011-es Eurovíziós Dalfesztivál